# 拉苏泰赖讷
拉苏泰赖讷（法語：La Souterraine，法語發音：[la sutɛʁɛn]），法国中部城市，新阿基坦大区克勒兹省的一个市镇，隶属于盖雷区，其市镇面积为37.07平方公里，2022年1月1日时人口数量为4,928人，是该省人口第二多的市镇，在法国城市中排名第2,143位。
拉苏泰赖讷位于克勒兹省西部偏北，是一个区域性的中心城市，因境内同名铁路车站而闻名，同时有多条公路经过，是一个区域性的交通枢纽。

## 地名来源
“拉苏泰赖讷”一名最初于公元1268年以“Subterranea”的形式被记载，该名称来源于拉丁语，意为“地下的”，与当地历史上的地下教堂有关。

## 历史

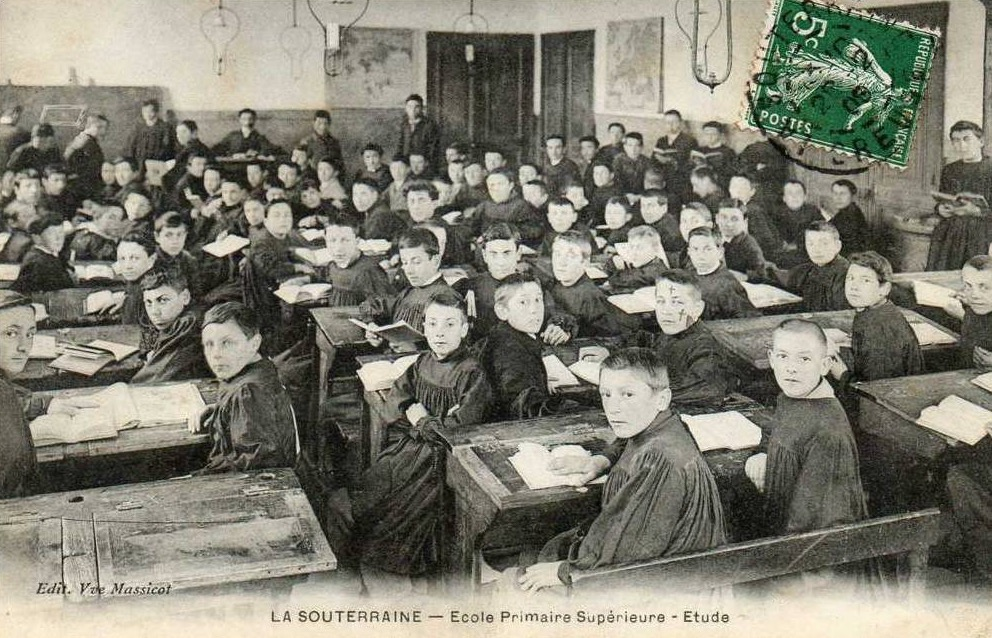
20世纪初拉苏泰赖讷的一所学校

拉苏泰赖讷境内的布里迪耶（Bridiers）曾发现西罗马帝国时期的文物，而当地的聚落则最初形成于公元9世纪。约1017年，子爵热罗（Géraud）将拉苏泰赖讷划至利摩日圣马夏尔修道院，此后，拉苏泰赖讷镇中心出现了一处教堂。中世纪末期，拉苏泰赖讷成为马尔什行省的一部分，当地出现了城墙等防御设施。17世纪时，拉苏泰赖讷附近大批男丁被召集前往拉罗谢尔修建堤坝。法国大革命后，拉苏泰赖讷成为克勒兹省的一个市镇，并在1790至1800年间成为同名区的治所。工业革命期间，纵贯法国南北的莱索布赖－蒙托邦铁路建成并在拉苏泰赖讷设站，使得该市成为重要的交通枢纽，境内出现了一些工业部门。自2000年起，拉苏泰赖讷获得由法国文化部颁布的“中途村”称号。

## 地理

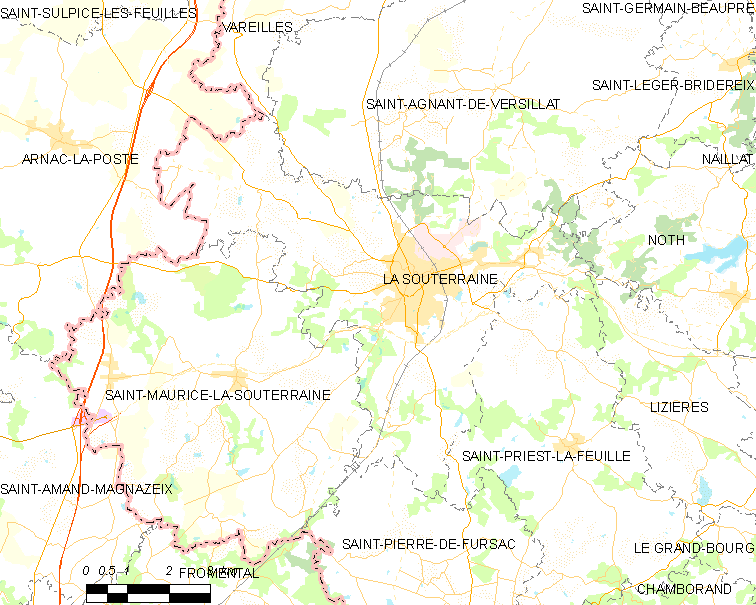
拉苏泰赖讷市镇范围地图

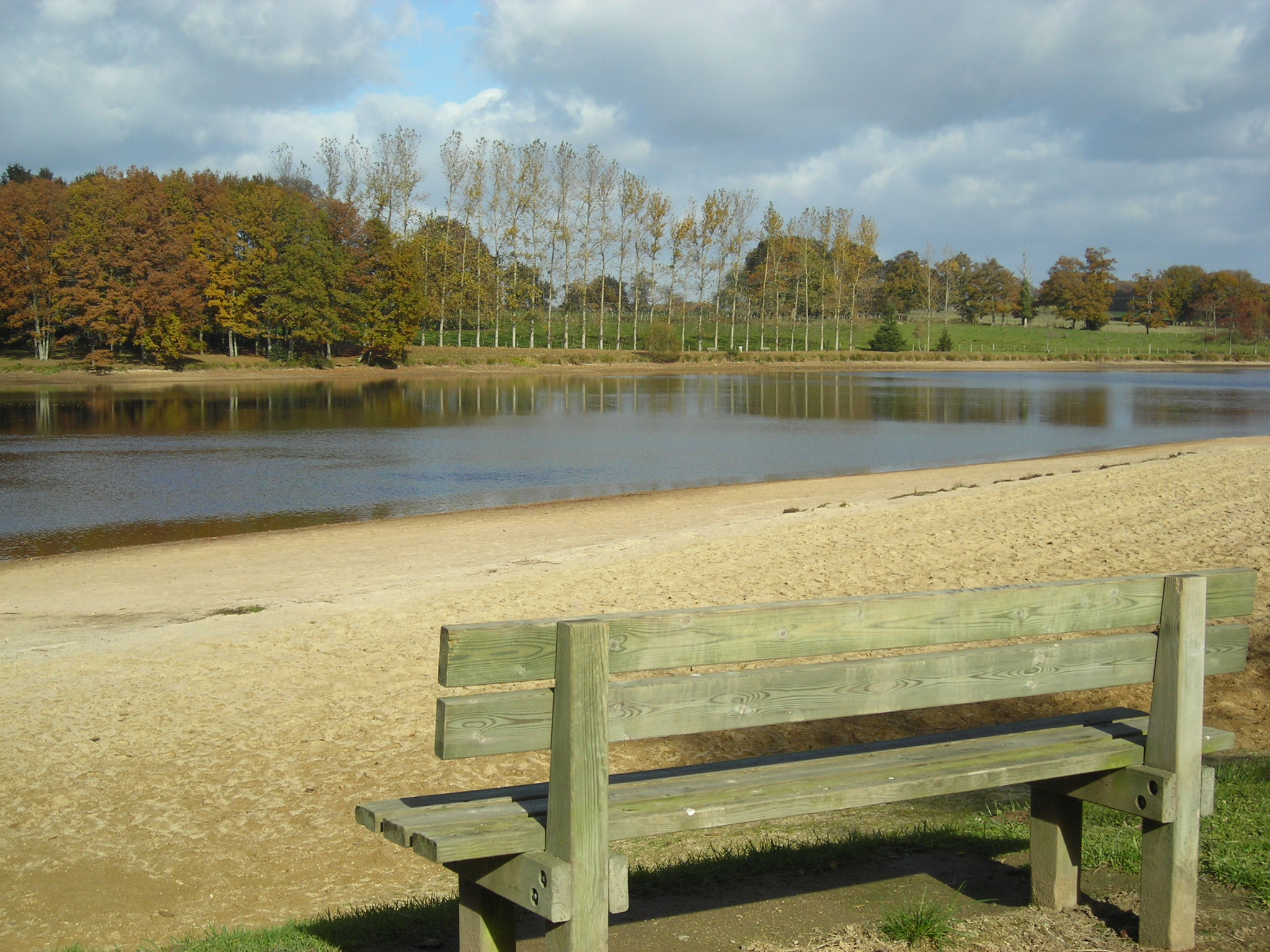
拉苏泰赖讷市区东部的一处湖泊

拉苏泰赖讷位于法国中部，新阿基坦大区东北部和克勒兹省西部偏北，距离省会盖雷大约35公里，距离首都巴黎大约340公里。与拉苏泰赖讷接壤的市镇包括：利济耶尔、诺特、圣阿尼昂-德韦尔西亚、圣莫里斯-拉苏泰赖讷、圣普列斯特拉弗耶、瓦雷耶、阿尔纳克拉波斯特、菲尔萨克。

### 地形
拉苏泰赖讷位于法国中央高原西北部边缘，境内以丘陵为主，市镇中心总体地势较为平坦，部分街道有明显起伏，全境海拔在284到456米之间。

### 地质
拉苏泰赖讷地表以黏土为主，普遍呈淡黄色。

### 水文
拉苏泰赖讷位于克勒兹河和加尔唐普河两个流域的分水岭地带，其中克勒兹河流域的伯奈兹河和塞代勒河流经拉苏泰赖讷境内，此外市区东部有一处大型湖泊，均属于卢瓦尔河水系。

### 植被
拉苏泰赖讷属于温带阔叶混交林区，林地零星分布于市镇范围内的多个区域。
在鲜花城市的评比中，拉苏泰赖讷被评为3星级鲜花城市。

### 气候
拉苏泰赖讷在柯本气候分类法中属于温带海洋性气候，年温差较小，降水分布均匀，受大陆气团影响，偶有极端气候出现。
拉苏泰赖讷境内设有气象站，以下为该气象站的数据（其中日照数据出自盖雷气象站）：
| 拉苏泰赖讷1981–2010年 | 拉苏泰赖讷1981–2010年 | 拉苏泰赖讷1981–2010年 | 拉苏泰赖讷1981–2010年 | 拉苏泰赖讷1981–2010年 | 拉苏泰赖讷1981–2010年 | 拉苏泰赖讷1981–2010年 | 拉苏泰赖讷1981–2010年 | 拉苏泰赖讷1981–2010年 | 拉苏泰赖讷1981–2010年 | 拉苏泰赖讷1981–2010年 | 拉苏泰赖讷1981–2010年 | 拉苏泰赖讷1981–2010年 | 拉苏泰赖讷1981–2010年 |
| 月份                  | 1月                   | 2月                   | 3月                   | 4月                   | 5月                   | 6月                   | 7月                   | 8月                   | 9月                   | 10月                  | 11月                  | 12月                  | 全年                  |
| --------------------- | --------------------- | --------------------- | --------------------- | --------------------- | --------------------- | --------------------- | --------------------- | --------------------- | --------------------- | --------------------- | --------------------- | --------------------- | --------------------- |
| 历史最高温 °C（°F）   | 18 (64)               | 22 (72)               | 26 (79)               | 29 (84)               | 31 (88)               | 36.8 (98.2)           | 37.2 (99.0)           | 39.2 (102.6)          | 34.5 (94.1)           | 29 (84)               | 25 (77)               | 19.5 (67.1)           | 39.2 (102.6)          |
| 平均高温 °C（°F）     | 7 (45)                | 8.2 (46.8)            | 11.6 (52.9)           | 14.4 (57.9)           | 18.6 (65.5)           | 22.2 (72.0)           | 24.9 (76.8)           | 24.6 (76.3)           | 20.9 (69.6)           | 16.4 (61.5)           | 10.6 (51.1)           | 7.4 (45.3)            | 15.6 (60.1)           |
| 日均气温 °C（°F）     | 3.8 (38.8)            | 4.4 (39.9)            | 7.1 (44.8)            | 9.5 (49.1)            | 13.4 (56.1)           | 16.7 (62.1)           | 19 (66)               | 18.7 (65.7)           | 15.5 (59.9)           | 12.1 (53.8)           | 7 (45)                | 4.4 (39.9)            | 11 (52)               |
| 平均低温 °C（°F）     | 0.6 (33.1)            | 0.5 (32.9)            | 2.6 (36.7)            | 4.6 (40.3)            | 8.2 (46.8)            | 11.3 (52.3)           | 13.2 (55.8)           | 12.8 (55.0)           | 10 (50)               | 7.7 (45.9)            | 3.3 (37.9)            | 1.3 (34.3)            | 6.3 (43.3)            |
| 历史最低温 °C（°F）   | −22.5 (−8.5)          | −15.8 (3.6)           | −11.5 (11.3)          | −6 (21)               | −2 (28)               | 1 (34)                | 3 (37)                | 2 (36)                | 0 (32)                | −5 (23)               | −12 (10)              | −12 (10)              | −22.5 (−8.5)          |
| 平均降水量 mm（）     | 94.2 (3.71)           | 80.9 (3.19)           | 80.5 (3.17)           | 88 (3.5)              | 97.7 (3.85)           | 74.1 (2.92)           | 65.8 (2.59)           | 72.2 (2.84)           | 82.3 (3.24)           | 98.7 (3.89)           | 94.1 (3.70)           | 100.6 (3.96)          | 1,029.1 (40.52)       |
| 月均日照時數          | 49.9                  | 94.3                  | 107.2                 | 68.4                  | 167.8                 | 240.1                 | 202.2                 | 234                   | 115.9                 | 124.1                 | 57.2                  | 55.6                  | 1,516.7               |
| 来源：infoclimat.fr   |                       |                       |                       |                       |                       |                       |                       |                       |                       |                       |                       |                       |                       |

## 行政区划
拉苏泰赖讷是法国新阿基坦大区克勒兹省的一个市镇，编号为23176。拉苏泰赖讷隶属于盖雷区和克勒兹省选区，管理拉苏泰赖讷县，同时也是拉苏泰赖讷地区市镇公共社区的办公驻地。
法国国家统计与经济研究所（简称）在进行数据统计时，将拉苏泰赖讷市镇单独设为拉苏泰赖讷城市核心区和拉苏泰赖讷城市区。自2020年起，拉苏泰赖讷城市区被包含12个市镇的拉苏泰赖讷城市辐射区代替。此外，还将拉苏泰赖讷市镇分为了2个“块区”（IRIS），以便于统计人口分布情况。

## 交通

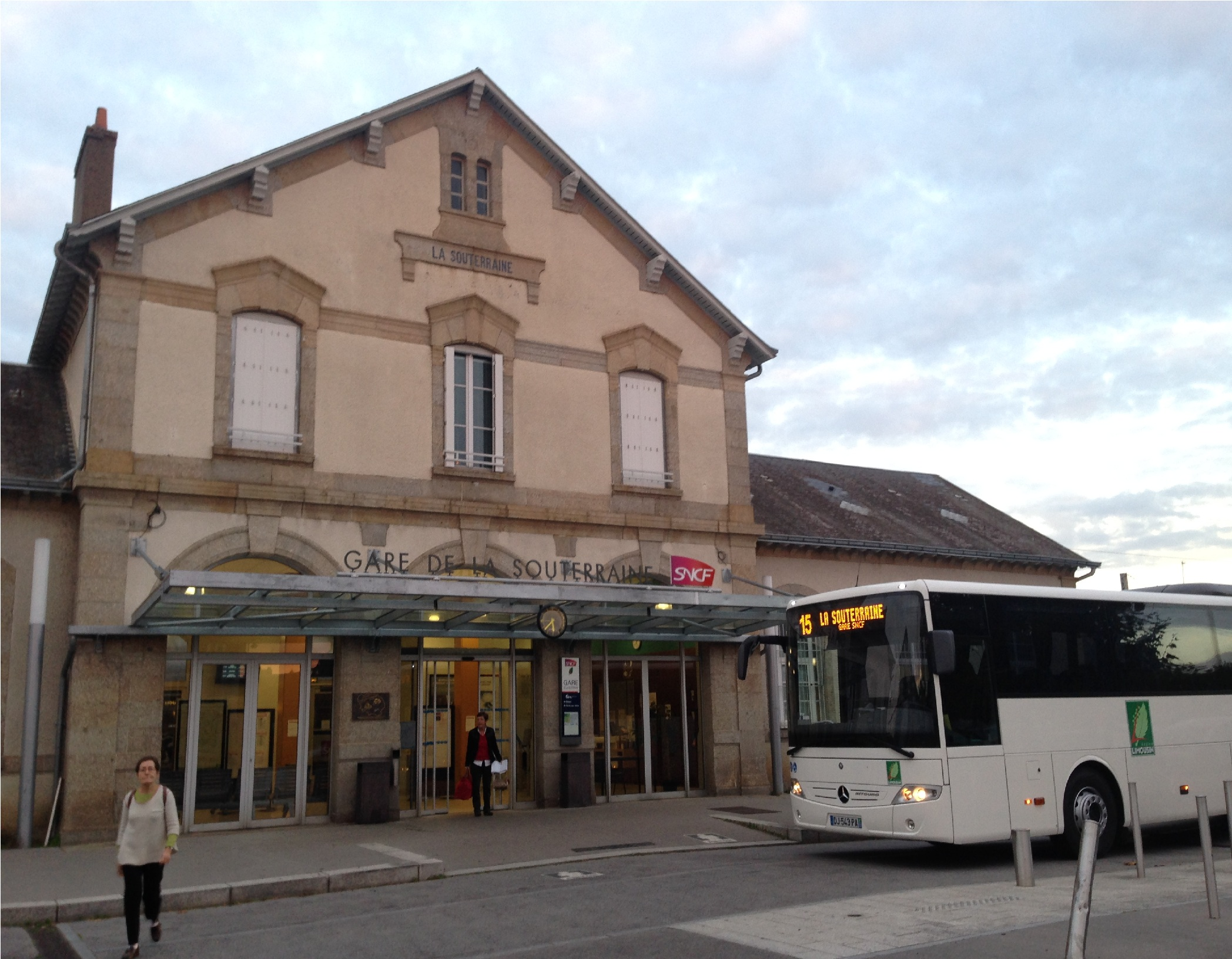
拉苏泰赖讷火车站和前方停靠的城际巴士

### 公路
法国国道N145线在克勒兹省境内为双向四车道，在拉苏泰赖讷附近设有两个出入口；此外克勒兹省省道在拉苏泰赖讷境内交汇。新阿基坦大区公共交通R15号线又拉苏泰赖讷，可前往盖雷、欧比松、费勒坦等地。
2017年，62.5%的拉苏泰赖讷家庭拥有至少一辆私人汽车。2019年，拉苏泰赖讷境内共发生各类交通事故3起，造成4人受伤。

### 铁路
拉苏泰赖讷位于莱索布赖－蒙托邦铁路上，该铁路是法国重要的铁路干线。拉苏泰赖讷站位于市区东部，该站每天开行数班往返于巴黎和图卢兹之间的城际列车，以及前往利摩日、沙托鲁、奥尔良等地的区域列车。

### 航空
距离拉苏泰赖讷最近的民用航空站为利摩日贝勒加德机场，距离拉苏泰赖讷市中心的公路里程约61公里。

### 城市公共交通
截至2021年7月，拉苏泰赖讷暂无城市公共交通系统。

## 政治

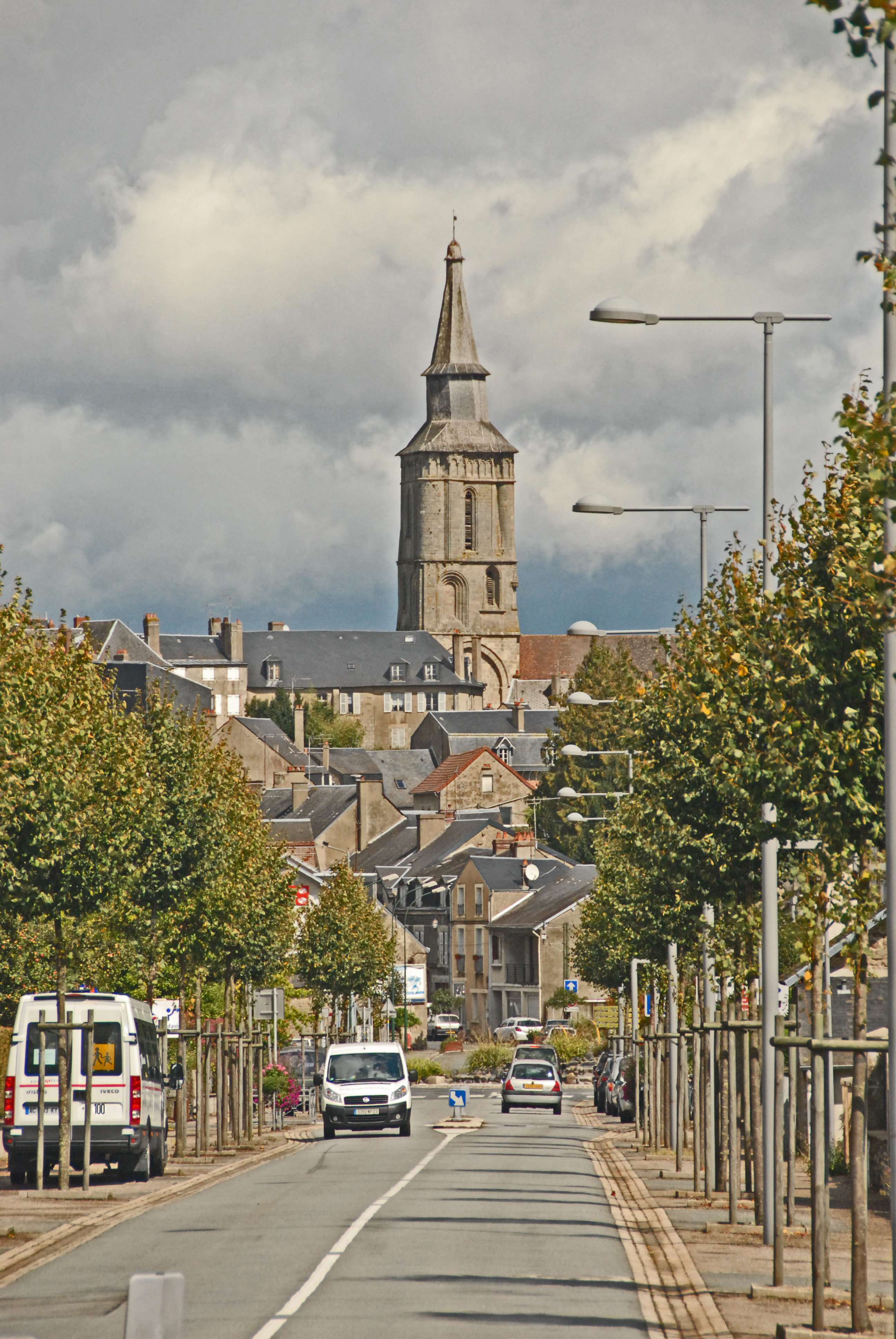
远眺拉苏泰赖讷市区

拉苏泰赖讷的现任市长为艾蒂安·勒热讷先生（Étienne Lejeune），他是社会党的一名成员，在2020年的市政选举中获得了57.37%的支持率。
在2017年的法国总统大选中，法国第25任总统埃马纽埃尔·马克龙在拉苏泰赖讷获得了70.69%的支持率。
| 拉苏泰赖讷历届市长 |                                       |                   |
| 任期               | 市长                                  | 党派              |
| 1944年－1947年     | Henri Pluyaud 亨利·普吕约             | PCF法国共产党     |
| 1947年－1971年     | Émile Parrain 埃米尔·帕兰             | RAD激进党         |
| 1971年－1977年     | Guy Picoty 吉·皮科蒂                  | DVG左翼无党派人士 |
| 1977年－1995年     | Fernand Villard 费尔南·维拉尔         | PCF法国共产党     |
| 1995年－2008年     | Yves Furet 伊夫·菲雷                  | PS社会党          |
| 2008年－2020年     | Jean-François Muguay 让-弗朗索瓦·米盖 | PS社会党          |
| 2020年－           | Étienne Lejeune 艾蒂安·勒热讷         | PS社会党          |

## 人口
2018年，拉苏泰赖讷市镇人口数量为5,094，在法国排名第2,143位。其中男性2,431人，女性2,776人，75岁及以上人口占14.4%，外籍人口数量为1,293人，人口密度为137人/平方公里，当地居民被称为（男性）或（女性）。2019年，拉苏泰赖讷境内出生23人，死亡人口80人。
| 年份   | 1936  | 1946  | 1954  | 1962  | 1968  | 1975  | 1982  | 1990  | 1999  | 2004  | 2009  | 2014  | 2016  | 2018  |
| ------ | ----- | ----- | ----- | ----- | ----- | ----- | ----- | ----- | ----- | ----- | ----- | ----- | ----- | ----- |
| 人口數 | 4,482 | 5,074 | 5,090 | 4,718 | 5,104 | 5,302 | 5,690 | 5,459 | 5,320 | 5,309 | 5,496 | 5,295 | 5,553 | 5,094 |

## 经济
截止2021年7月，拉苏泰赖讷是一个区域性的中心城市，当地共有各类用人单位967家，平均历史为20年，其中98.87%为中小型企业（PME）。（易爆品销售）、（能源销售）及（能源销售）是当地2019年营业额最高的三个企业，分别为1,277,767,000欧元、121,431,000欧元和102,430,000欧元。

## 财政收入
2019年，拉苏泰赖讷的财政收入总额为6,666,750欧元，财政支出总额为5,657,640欧元，当年的债务总额为4,841,330欧元。2020年，拉苏泰赖讷共获得987,550欧元的国家财政补助，比上一年减少了0.07%。
2017年，拉苏泰赖讷的人均月收入总额为1,887欧元，其中高级职员为3,759欧元，低于法国平均水平（4,214欧元）；中级职员为2,175欧元，低于法国平均水平（2,353欧元）；普通职员为1,566欧元，低于法国平均水平（1,690欧元）。
2017年，拉苏泰赖讷境内的青壮年（15至64岁）失业率为17.3%，当地43%的家庭拥有纳税资格，平均纳税2,004欧元，低于法国平均水平（3,888欧元）。

## 社会事务

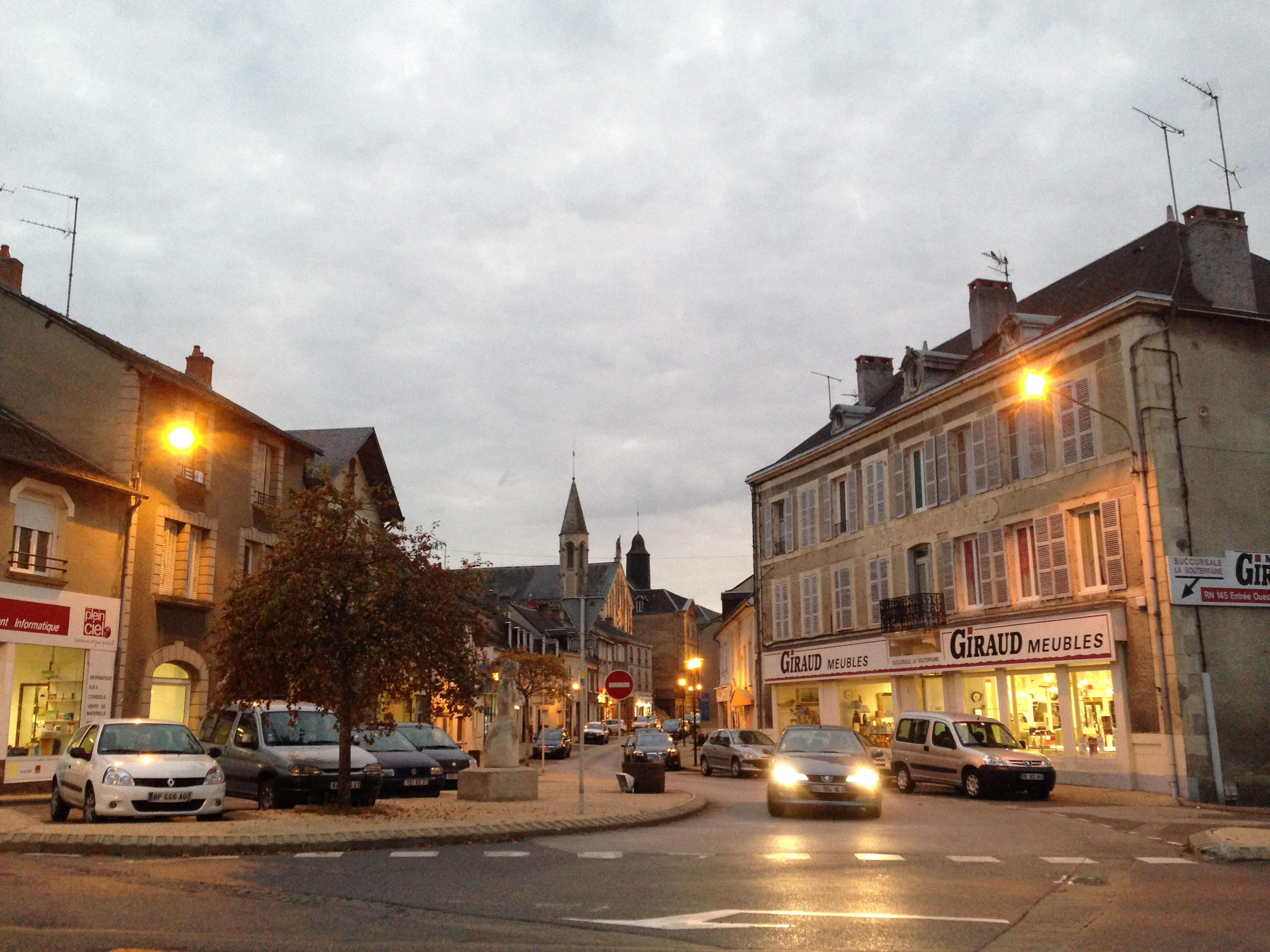
拉苏泰赖讷市中心街头

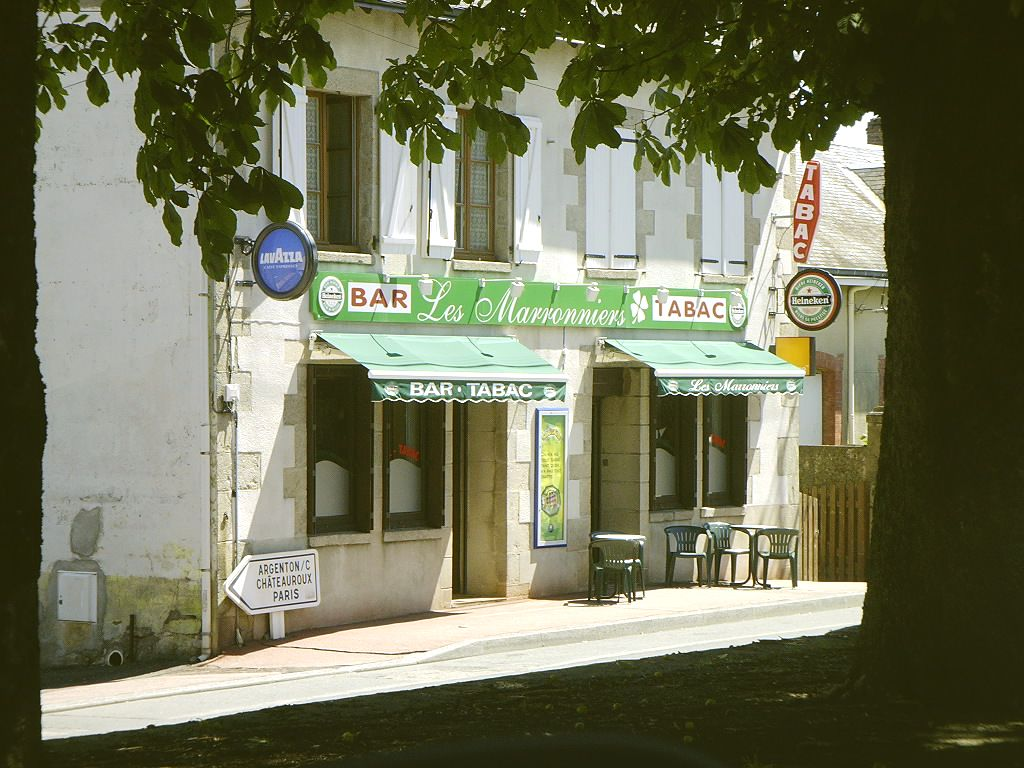
拉苏泰赖讷街头的一处商店

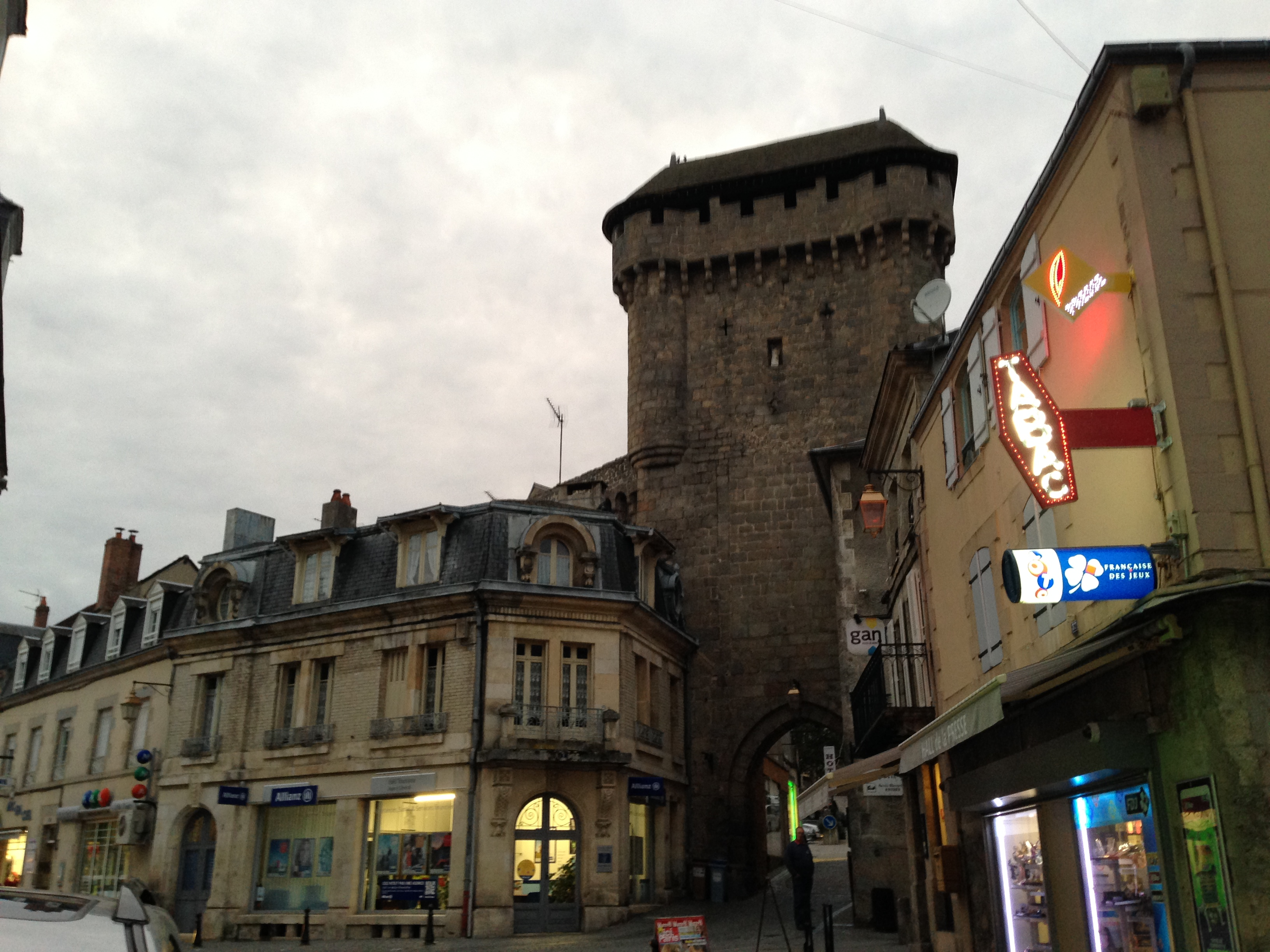
圣让城门前的烟酒店

### 教育
拉苏泰赖讷属于利摩日学区。截止2018年底，拉苏泰赖讷境内共有2所幼儿园、2所小学、1所初级中学和1所普通高中。2018－2019年学年度，拉苏泰赖讷境内中等阶段在校学生总人数为1,018人。

### 医疗
截止2019年1月1日，拉苏泰赖讷境内共有全科医生5名、保健师10名、牙医2名、护士17名、眼科医生1名和助产士1名。境内共有药房4家、养老院2家、残疾人帮扶中心3家。
拉苏泰赖讷中心医院（Centre Hospitalier de La Souterraine）是法国的一个区域性医疗机构，其主病区“欧仁·雅莫医生中心医院”（Centre hospitalier Dr Eugène Jamot）位于拉苏泰赖讷市区，设有床位190个，是当地规模最大的公立综合性医院。

### 住房
2017年，拉苏泰赖讷境内共有各类住房3,354套，其中81.9%为独立式居民区，5.5%为集中式居民区。常住房屋占拉苏泰赖讷市镇范围内居民建筑总量的61.7%。
在住房保障政策方面，2017年，拉苏泰赖讷境内共有802户家庭获得了住房经济补助，受益人数占总人口数量的15.4%，其中773份为房租补助。

### 商业
2019年，拉苏泰赖讷境内共有各类实体商铺164家，其中餐厅17家、大型超市4家、杂货店5家、面包房6家、肉铺2家、装饰品店1家、银行门店8家、美容美发店11家、汽车维修店14家。市区西部和南部建有分别建有一家E.Leclerc和家乐福超市。

### 体育
2019年，拉苏泰赖讷境内共有1家游泳池、4间体育馆、2座综合体育场、5处网球场以及6处足球或橄榄球场。
截至2021年7月，拉苏泰赖讷境内共有3支注册足球俱乐部。马尔什体育之星俱乐部（Etoile Sportive Football Marchoise）是当地的一支足球队，2021至2022赛季参加新阿基坦大区足球联赛。

### 环境
拉苏泰赖讷的环境事务由其所属的公共社区负责。2019年，拉苏泰赖讷境内共有1家污染企业。

### 治安
2019年，拉苏泰赖讷市镇范围内有1处宪兵队。
2014年，拉苏泰赖讷及附近地区共发生各类案件1,134起，其中盗窃类案件644起，经济类案件151起，毒品交易类案件75起。

## 文化
2019年，拉苏泰赖讷境内有1家电影院。拉苏泰赖讷市政府提供多媒体中心，向公众全年开放。

### 建筑
拉苏泰赖讷境内有多处历史建筑，其中拉苏泰赖讷圣母教堂为法国国家文物保护单位。

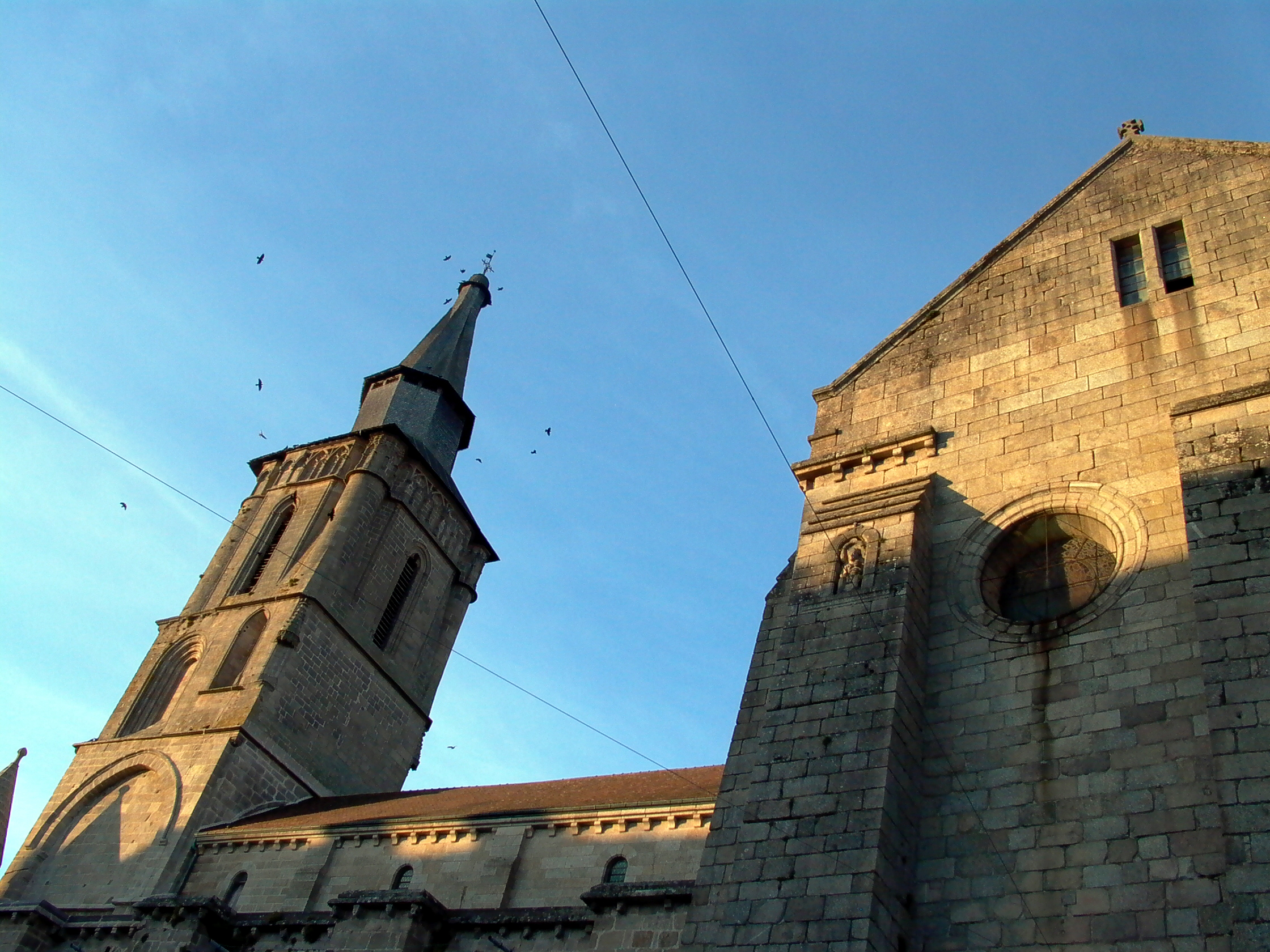
圣母教堂（德语：Notre-Dame (La Souterraine)）
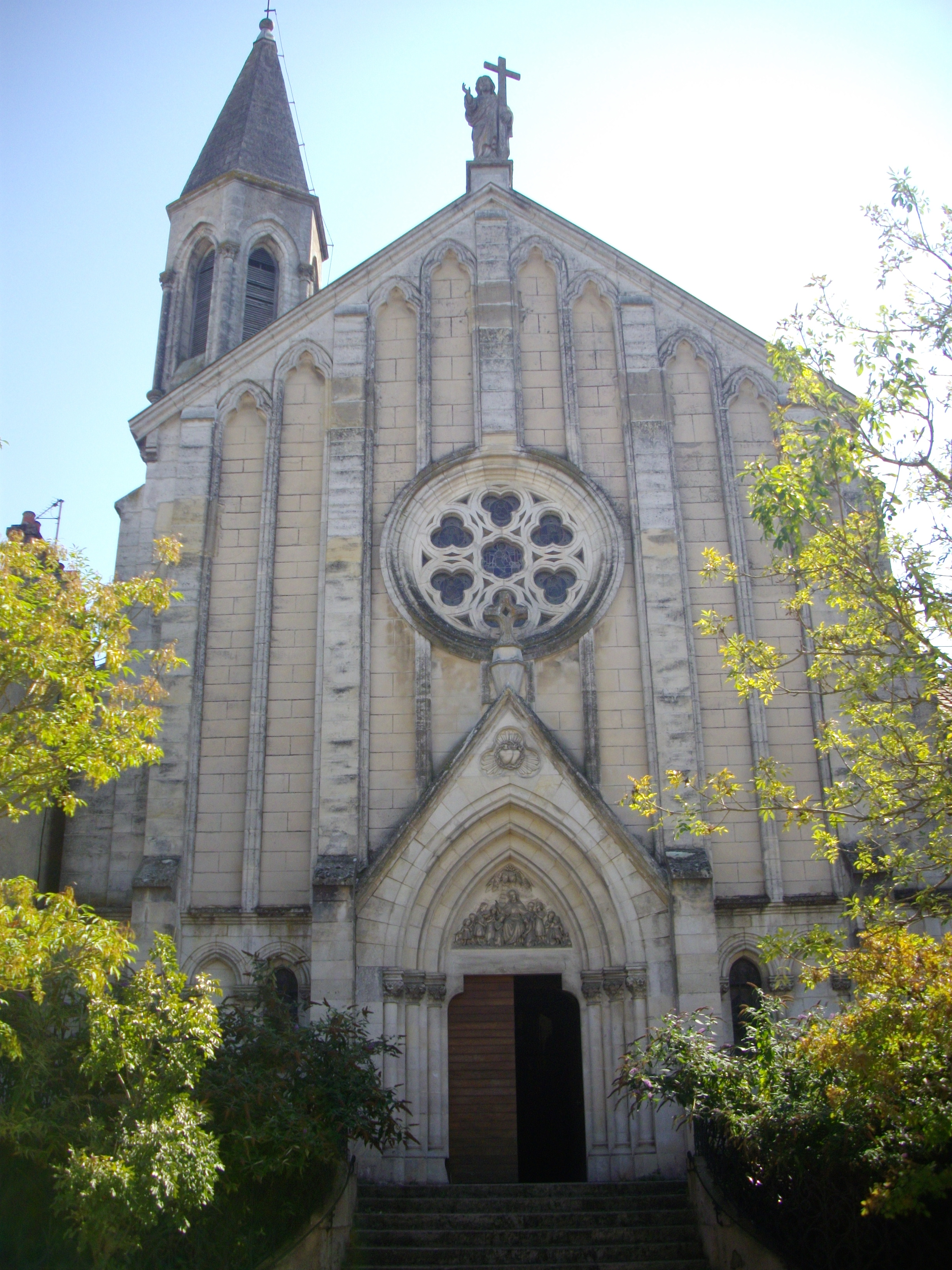
圣索沃尔小教堂
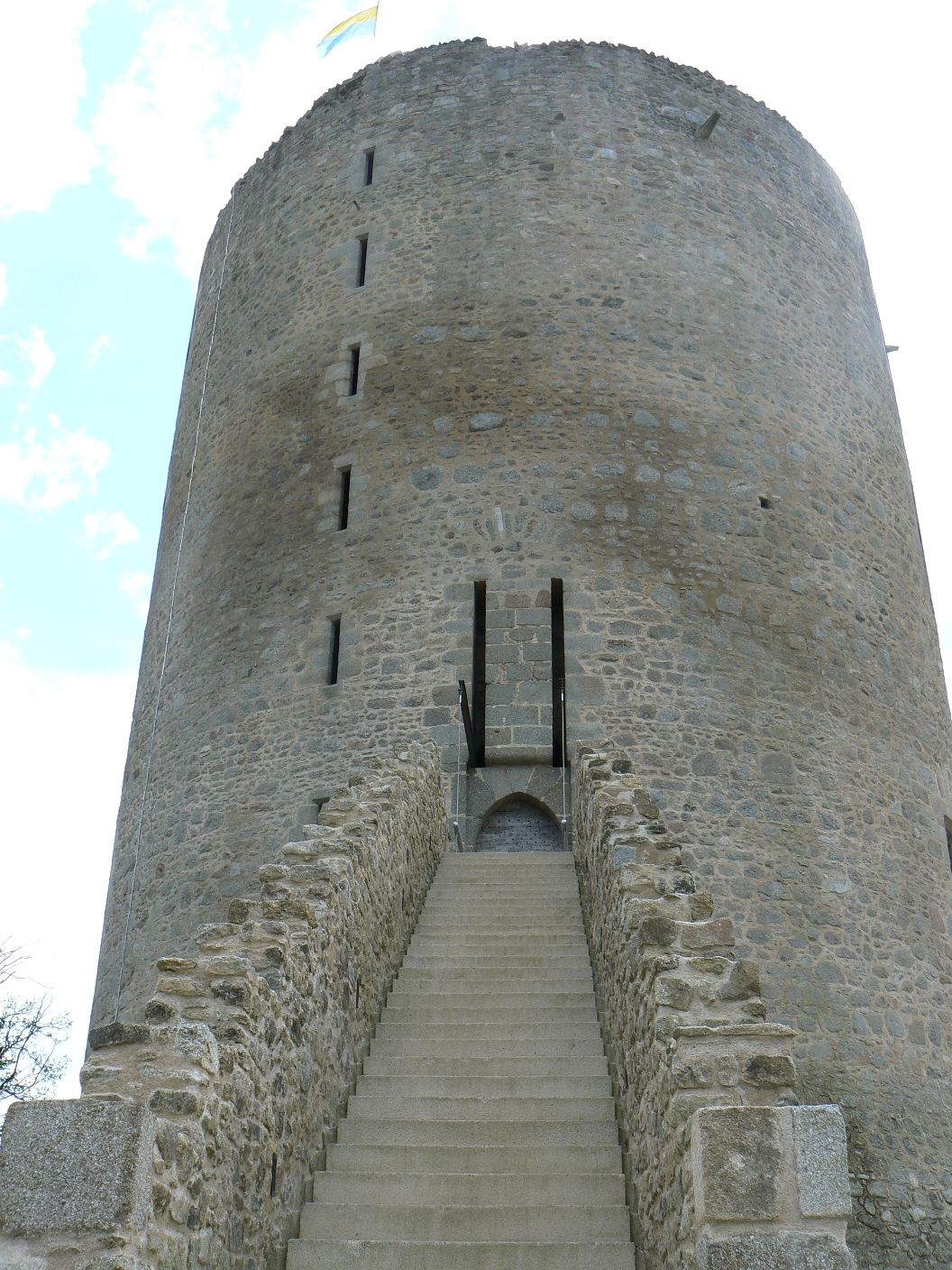
布里迪耶塔
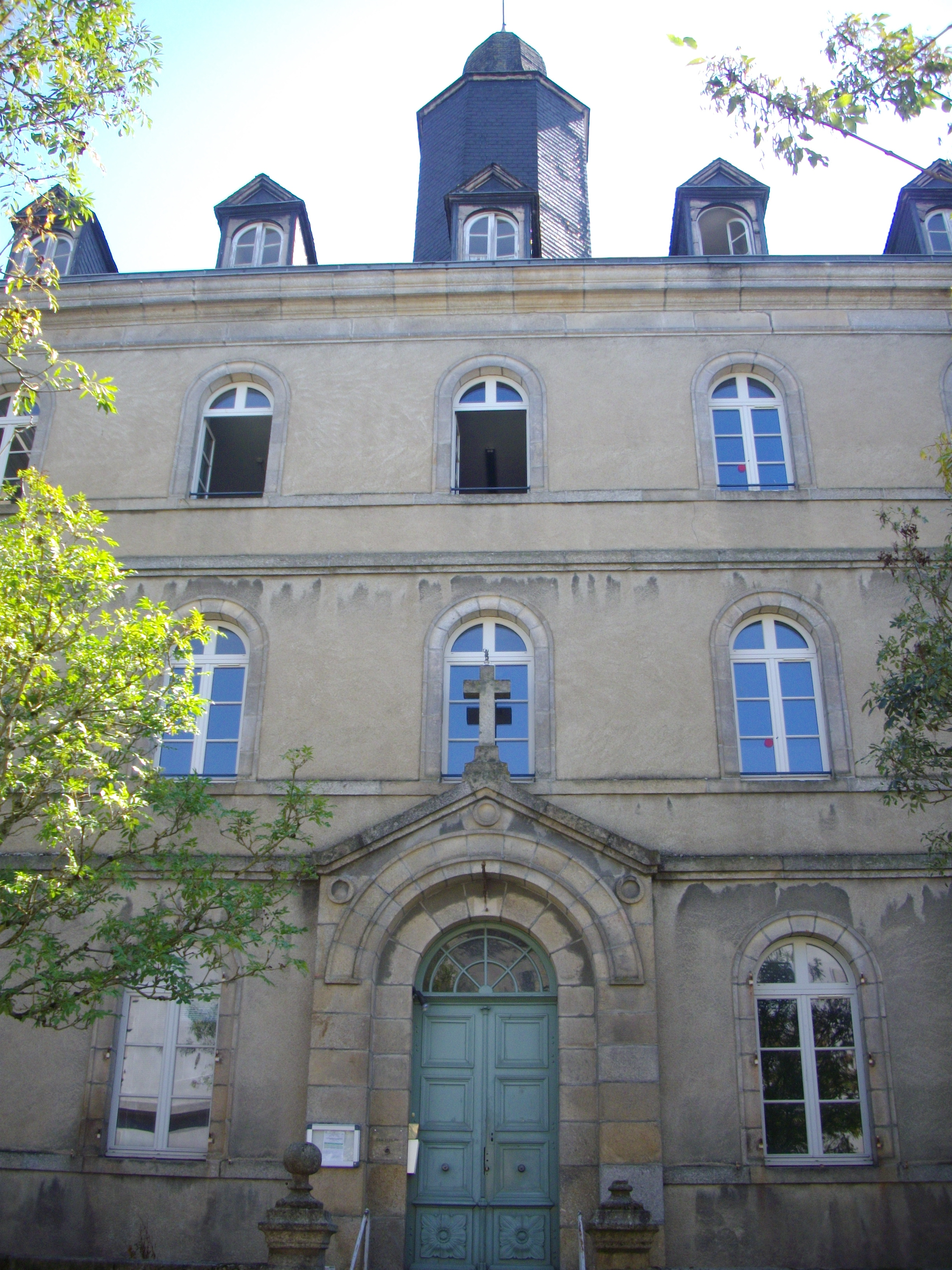
教会
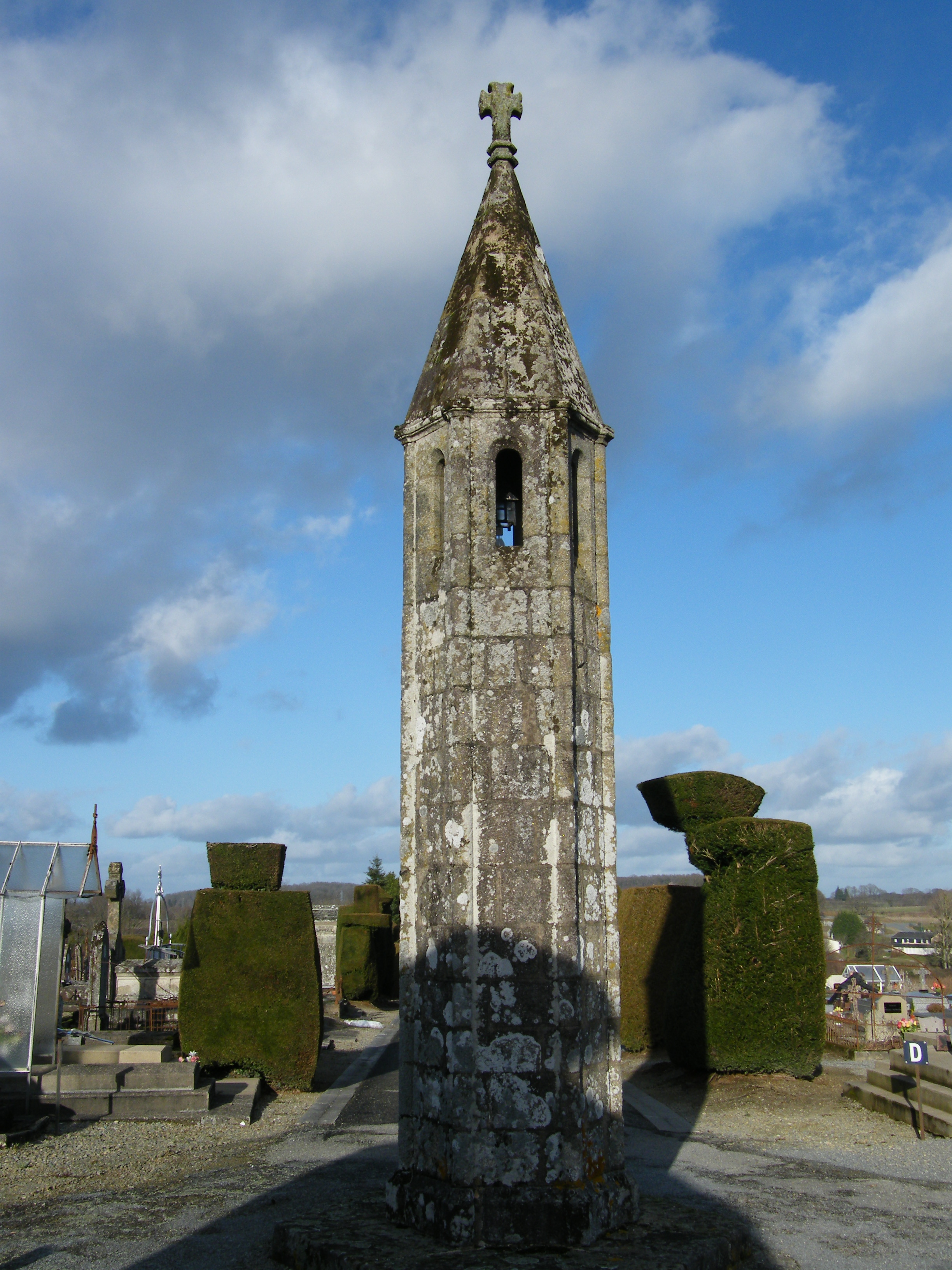
烈士纪念碑
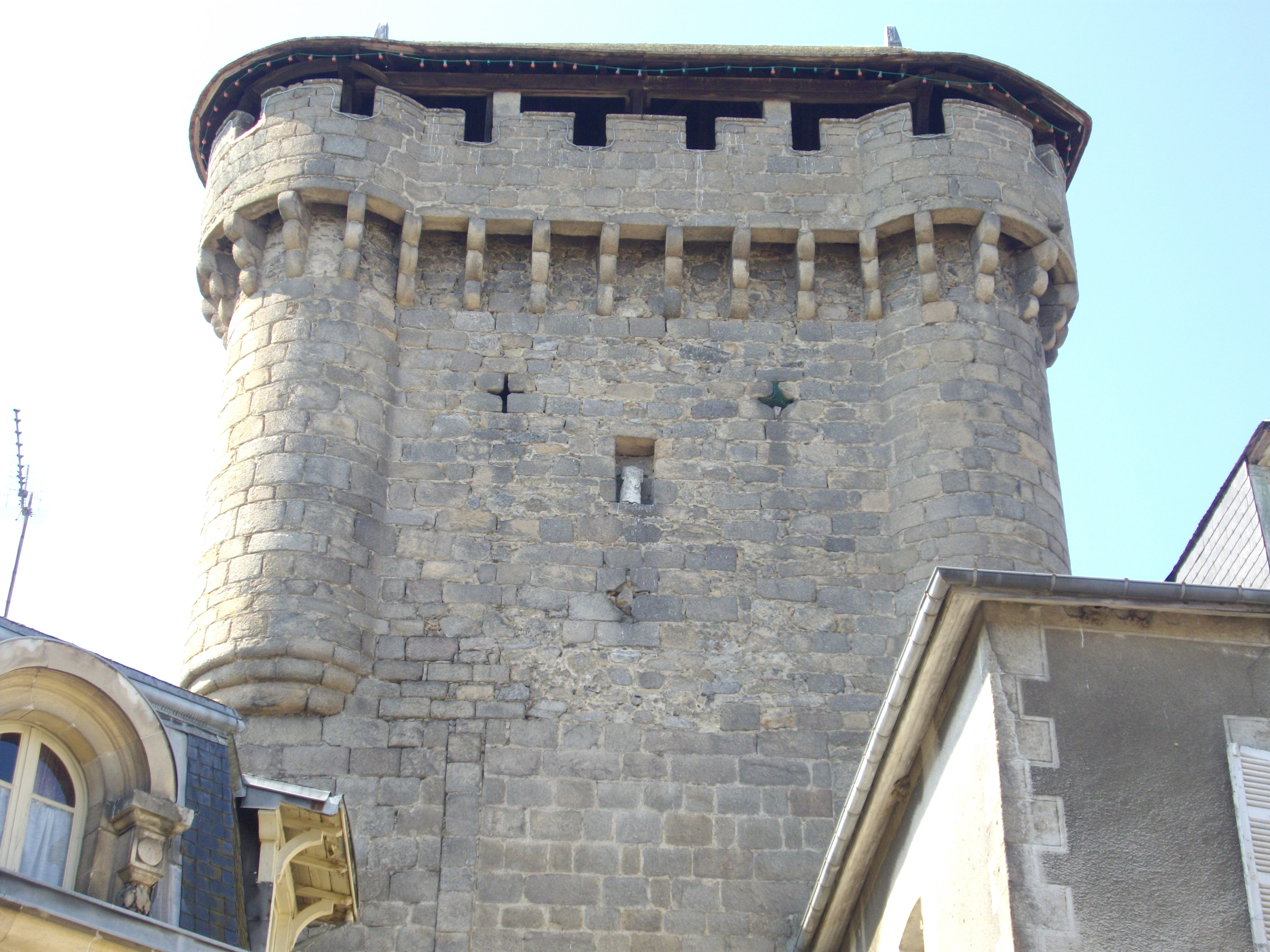
圣让城门
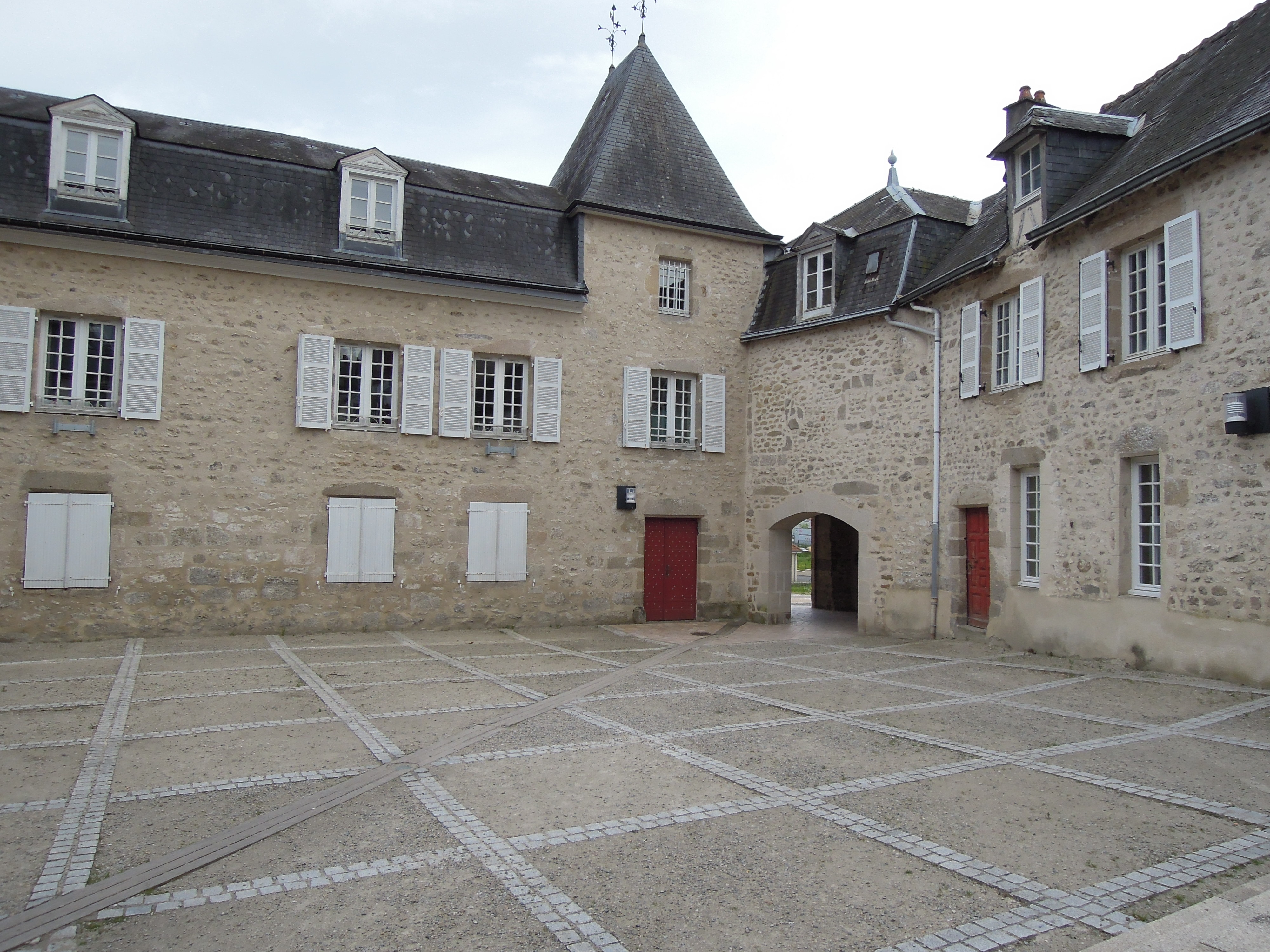
市政图书馆

### 旅游
拉苏泰赖讷的旅游事务由其所属的公共社区负责。2020年，拉苏泰赖讷境内共有4家酒店共计97间房间；另有1个露营地，可容纳共61辆露营车。

### 媒体
法国主要的媒体均可在拉苏泰赖讷接收，法国电视三台下属的新阿基坦大区频道在部分时段播出拉苏泰赖讷所属区域的地方新闻。

## 相关人物
法国政治家让-巴蒂斯德·亚历山大·蒙托东、足球运动员保羅·索瓦奇和地理学家热拉尔-弗朗索瓦·迪蒙出生于拉苏泰赖讷。

## 友好城市
截至2021年7月，拉苏泰赖讷共与一座城市互为友好城市关系：
- 德国 菲尔德施塔特